# Prochoropteridae
Prochoropteridae — семейство вымерших крылатых насекомых из вымершего отряда диафаноптеродеи. Обнаружены в отложениях каменноугольного периода из США, штаты Иллинойс и Канзас (311,45—303,7 миллионов лет назад). Были способны складывать свои крылья крышевидно над брюшком. Ротовые органы в виде хоботка, направленного вниз. Он был отнесён к Megasecoptera Handlirsch (1911) и Handlirsch (1919); и к Diaphanopterodea (Carpenter and Richardson (1978) и Carpenter (1992)).

## Классификация
Семейство включает 2 монотипических рода:
- † Euchoroptera Carpenter, 1940
  - † Euchoroptera longipennis Carpenter, 1940
- † Prochoroptera Handlirsch, 1911 typus
  - † Prochoroptera calopteryx Handlirsch, 1911